# Kamenný viadukt Božetice
Železniční viadukt přes řeku Smutnou stojí u samoty Kvěchov, na katastrálních územích Božetice a Sepekov v okrese Písek na železniční trati Tábor–Ražice v km 21,510, asi 1,5 km západně od stanice Sepekov a zástavby Sepekova. V roce 1988 byl zapsán do Ústředního seznamu kulturních památek České republiky.

## Historie
Na železniční trati Tábor–Račice jsou postaveny dva kamenné viadukty. Destiobloukový kamenný viadukt v km 21,510 nad údolím řeky Smutné a o čtyři kilometry dál stojí devítiobloukový kamenný viadukt v km 26,018 nad údolím Milevského potoka. Železniční trať byla uvedena do provozu 21. listopadu 1889.
Viadukt nad řekou Smutnou byl opravován v roce 2003.

## Popis
Viadukt se nachází mezi obcemi Sepekov a Božetice na katastrálním území obce Božetice (největší část) a Sepekov. Paradoxně do katastru Sepekova patří východní konec mostu, který je od zástavby Sepekova vzdálenější, protože les mezi vlastním Sepekovem a viaduktem tvoří výběžek území Božetic do území Sepekova. 
Most je postaven z velkých na hrubo přitesaných lomových kamenů. Pilíře jsou postaveny na půdorysu obdélníku 2,85 × 6,5 m, nahoru se zužují a nahoře v patách kleneb na vnitřní straně je pět krakorců, které v době výstavby nesly bednění kleneb. Kamenné kvádry v nárožích pilířů jsou bosované, jsou zděné na vápenné maltě a vně spárované betonem. Viadukt je neomítaný. Ve středu každé klenby je osazena odtoková trubka přesahující líc zdiva. Koruna zdí je v horní části osazena parapetními deskami o šířce 59 cm a výšce 35 cm s přesahem v líci (až 8 cm). V parapetních deskách je osazeno ocelové zábradlí. Na obou stranách mostu jsou nad třetím a šestým pilířem od západu vysazeny dvě plošiny se zábradlím, tvořené kamennými deskami, podepřené dvěma kamennými zešikmenými krakorci. Řeka Smutná protéká pod třetí klenbou ze severu k jihu a pod druhým obloukem vede polní cesta. Svahy kolem viaduktu jsou vyloženy nepravidelnou dlažbou.
Viadukt je dlouhý 147,80 m, v koruně je široký 4,78 m, délka přemostění je 137,55 m a výška 20,88 m.

## Okolí
V blízkosti s nachází přírodní památka Lom Skalka u Sepekova, který byl činný do roku 1935.